# Kulul
Kulul je najniža točka u Eritreji. Smješten u Sjevernoj crvenomorskoj, u eritrejskom dijelu Afarske depresije.